# Aerobic tại Đại hội Thể thao Đông Nam Á 2007

Giải aerobic tại Đại hội Thể thao Đông Nam Á 2007 diễn ra trong ngày 5 tháng 12 năm 2007 với 4 nội dung thi đấu.
Ở nội dung đôi nam nữ, do 2 cặp vận động viên của Thái Lan và Việt Nam bằng điểm nhau nên Ban tổ chức trao 2 huy chương vàng. Tuy nhiên, Ban tổ chức quyết định thu hồi huy chương vàng và trao huy chương bạc cho cặp vận động viên Việt Nam. Sau khi tranh cãi, Ban tổ chức đã rút lại quyết định trên 

## Xếp hạng theo quốc gia
| Hạng | Đoàn      | Vàng | Bạc | Đồng | Tổng |
| ---- | --------- | ---- | --- | ---- | ---- |
| 1    | Thái Lan  | 4    | 1   | 1    | 5    |
| 2    | Việt Nam  | 1    | 2   | 1    | 4    |
| 3    | Indonesia | 0    | 0   | 1    | 1    |
| Tổng | Tổng      | 5    | 3   | 3    | 11   |

## Bảng huy chương
| Nội dung          | Vàng                                                                            | Bạc                                                      | Đồng                                                      |          |
| ----------------- | ------------------------------------------------------------------------------- | -------------------------------------------------------- | --------------------------------------------------------- | -------- |
| Đơn nam           | Tawinun Kittipong                                                               | Thotkhamchai Phairach                                    | Nguyễn Tiến Phương                                        | chi tiết |
| Đơn nữ            | Ngampeerapong Roypim                                                            | Nguyễn Phương Thanh                                      | Phrutichai Suwadee                                        | chi tiết |
| Đôi nam nữ        | Thái Lan Pimpa Nattawut Ngampeerapon Roypim Việt Nam Trần Thị Thu Hà Vũ Bá Đông | (1)                                                      | (2)                                                       | chi tiết |
| Đồng đội ba người | Thái Lan Thotkhamchai Phairach Yaimmitr Chanchaluck Tawinun Kittipong           | Việt Nam Vũ Bá Đông Nguyễn Xuân Giang Nguyễn Tiến Phương | Indonesia Lontoh Lody Saputra Ardi Dedek Amirullah Faizal | chi tiết |

1 Ở nội dung đôi nam nữ, Thái Lan và Việt Nam đồng huy chương vàng.
2 Ở nội dung đôi nam nữ, không trao huy chương đồng.